# Rapa

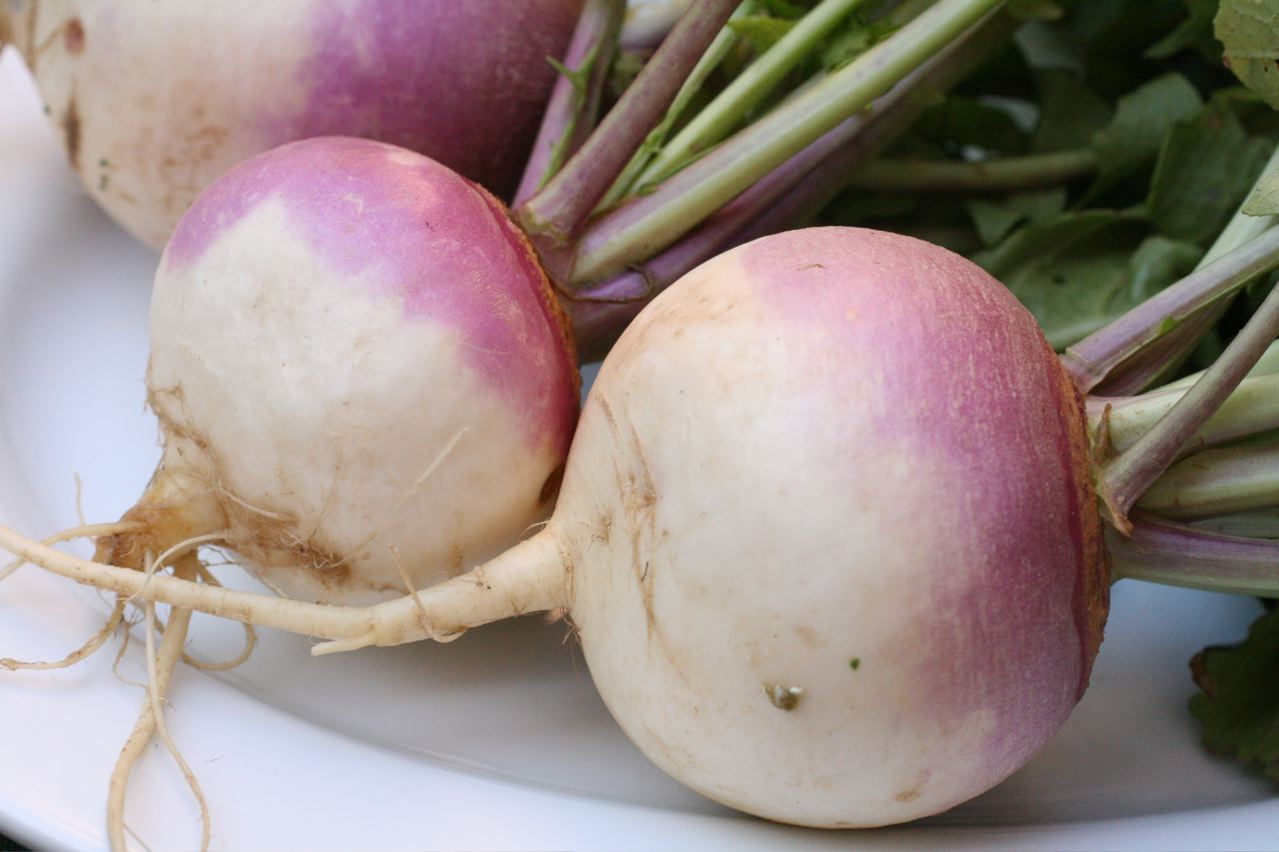
Rape

La rapa è la radice carnosa ("fittone") della pianta Brassica rapa subsp. rapa, coltivata a scopo alimentare. Si tratta di una radice di forma tondeggiante, talvolta piuttosto tozza, ricoperta da una pellicina bianco/rosa, bianco/violacea oppure gialla a secondo della varietà. L'interno è formato da una pasta bianca o giallognola, a seconda della varietà, di gusto lievemente dolciastro.

## Descrizione

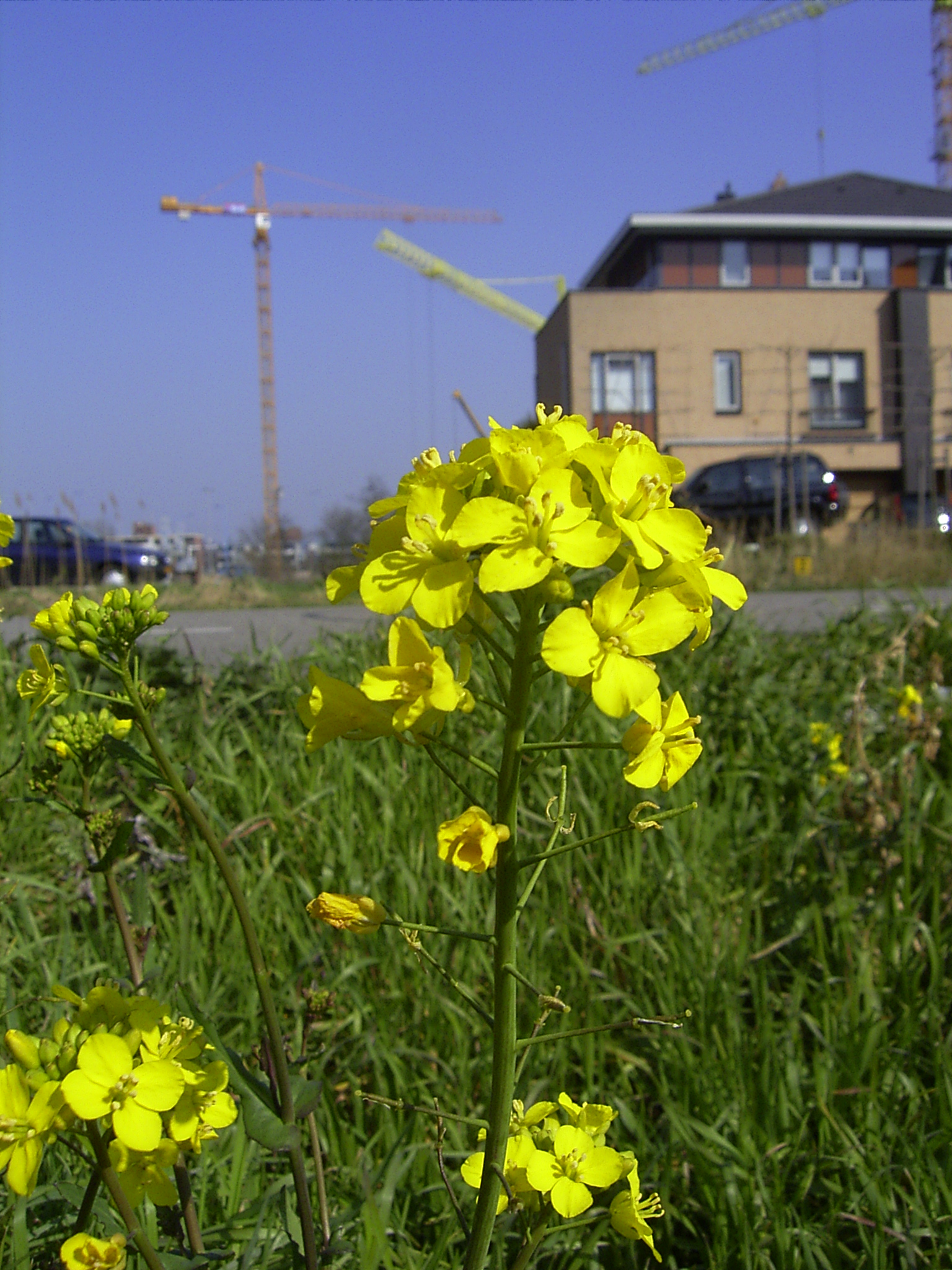
Aspetto della pianta Brassica rapa.

Il tipo più comune di rapa è in maggioranza a buccia bianca, eccetto la parte superiore di 1-6 cm della radice che sporge dal terreno che è invece viola, rossa o verdastra dove viene colpita dal sole. La polpa interna è completamente bianca. La radice è globosa, ha un diametro di 5-10 cm e non ha radici laterali. In basso è presente il fittone (la sottile radice dritta) di circa 10 cm di lunghezza; spesso viene tagliato prima della vendita dell'ortaggio. Le foglie crescono direttamente dall'apice della radice fuori la terra.
Le rape possono raggiungere un peso fino a 1 kg, anche se solitamente vengono raccolte quando sono più piccole. La dimensione è in parte funzione della varietà e in parte del periodo di crescita della rapa.

## Coltivazione
Le rape crescono meglio nei climi freschi; le temperature elevate rendono le radici legnose e dal sapore sgradevole. In genere vengono piantate in primavera nei climi freddi (come il nord degli Stati Uniti e il Canada), dove la stagione di crescita dura solo 3-4 mesi. Nei climi temperati (con una stagione di crescita di 5-6 mesi), le rape possono essere piantate anche a fine estate per un secondo raccolto autunnale. Nei climi caldi (con una stagione di crescita di 7 o più mesi), vengono piantati in autunno. Il tempo medio che intercorre dalla semina alla raccolta è di 55-60 giorni.
Le rape sono piante biennali: impiegano due anni dalla germinazione alla riproduzione. La radice trascorre il primo anno a crescere e immagazzinare sostanze nutritive, mentre durante il secondo anno la pianta fiorisce, produce semi e muore. I fiori della rapa sono alti e gialli, mentre i semi si trovano in baccelli simili a piselli. Nelle zone in cui la stagione di crescita dura meno di sette mesi, le temperature sono troppo fredde perché le radici sopravvivano all'inverno. Per ottenere i semi è necessario raccogliere le rape e conservarle durante l'inverno, facendo attenzione a non danneggiare le foglie. Durante la primavera, possono essere ripiantate nel terreno per il completamento del loro ciclo vitale.

## Principali varietà
Oltre 150 varietà sono registrate nel catalogo europeo delle varietà delle piante coltivate (EUPVP). Le varietà registrate dall'Italia sono:
- Bianca piatta quarantina (o bianca lodigiana)
- Delle virtù (o Vertus o a martello)
- Di Milano bianca a colletto viola (o di Milano a colletto viola o di Milano a colletto rosa)
- Lunga viola del Circeo
- Mezza lunga bianca a foglia frastagliata tipo pistoiese (o Toscana)
- Mezza lunga bianca colletto verde foglia intera
- Mezza lunga bianca colletto viola a foglia frastagliata
- Mezza lunga napoletana a testa bianca
- Norfolk a colletto violetto
- Palla di neve
- White globe purple top (o tonda a colletto viola)

## Cucina
La rapa viene generalmente consumata cotta con burro od olio di oliva e sale o più raramente cruda anche grattugiata. Entra nella composizione della giardiniera ed è il componente principale di un tipico piatto friulano, la brovada.
Il valore nutritivo della rapa è piuttosto scarso: circa 4% di glucidi, il 74-81% è composto da acqua e alcuni sali minerali (230 mg di potassio, 30 mg di fosforo, 40 mg di calcio e quasi altrettanti di sodio). Scarso il contenuto di vitamine salvo che per la vitamina C, di cui sono presenti più di 20 mg per 100 g di parte edule.